# Ро Ханна
Ро́ Ха́нна (англ. Ro Khanna /ˈroʊ ˈkɑːnə/, 13 вересня 1976) — американський державний діяч індійського походження. Депутат Палати представників США від 17-го Каліфорнійського округу (з 3 січня 2017). Народився у Філадельфії, Пенсільванія. Походить з родини індуїстських емігрантів з Пенджабу. Випускник Чиказького університету, спеціаліст з економіки (1998). Здобув ступіть доктора юриспруденції (JD) в Єльському університеті (2001), спеціаліст у сфері інтелектуальної власності. Член Демократичної партії США. Працював помічником Барака Обами, займався питаннями торгівлі в американському уряді. Викладає економіку в Стенфордському університеті.

## Зовнішня політика

### Японофобія
- У травні 2013 року, разом із групою конгресменів, опублікував у пресі пропозиції уряду повністю підтримати Китай у суперечці з Японією, союзницею США, у питанні островів Сенкаку. В японських засобах масової інформації був звинувачений у японофобії та лобіюванні китайських політичних інтересів[3][4][4].

### Українофобія
- 25 квітня 2018 року, разом із групою конгресменів, виступив зі звинуваченнями на адресу Польщі й України в антисемітизмі[5]. А саме, звинуватив обидві держави та її уряди у возвеличуванні нацистів та заперечуванні Голокосту[6]. 9 травня того ж року Ваад України спростував ці звинувачення, а саму заяву Ханни назвав «антиукраїнською дифамацією», яку використовує російська пропаганда у війні проти України[7][8].